# Dulichia rhabdoplastis
Dulichia rhabdoplastis is een vlokreeftensoort uit de familie van de Dulichiidae. De wetenschappelijke naam van de soort is voor het eerst geldig gepubliceerd in 1970 door McCloskey.